# ハムスター倶楽部
『ハムスター倶楽部』（ハムスターくらぶ）は、ハムスターアンソロジーコミックとして発売元(株)スコラ、発行(株)あおば出版の体制で1994年から1995年にかけて発売された後、スコラ倒産に伴いあおば出版単独で発売発行されるようになった漫画雑誌である。

## 概要
ハムスターコミックスとしては「ハムスターの救急箱」「ハムスターと暮らそう」などがあるが、ハムスターだけでなく鳥、猫、うさぎ、リス、フェレット、犬などを扱ったコミックスも出版。
『ハムスター倶楽部』そのものは季刊誌ではあるが、姉妹紙に月刊誌『ハムスペ』がある。また『ハムスター倶楽部』は全20巻で終わったが、後に『新・ハムスター倶楽部』として続けて出版される。1号目は前『ハムスター倶楽部』の18巻目位に出版され、別巻と思われたが20巻の後に新装して『新・ハムスター倶楽部』となる。『新・ハムスター倶楽部』は全四巻で終了したが一部の漫画家はハムスペで書き続けた。
新人作家育成にも熱心で読者投稿や新人賞から一葉、じゅりあーの、など同人系作家を世に出したコミックスでもある。
その一方、2004年5月に所得脱税を指摘されてニュースとなった。
表紙は主にめで鯛の花丸ハムスターのキャラクターが目印。
2014年、Amazon、App Store、Google Playにて、コミック「ハムスター倶楽部」の電子書籍が発売された。

## 書誌情報
- めで鯛 『ハムスター倶楽部』 スコラ
  1. 1996年5月1日発売、ISBN 978-4-79-628732-6
  2. 1996年9月1日発売、ISBN 978-4-79-628743-2
  3. 1996年12月1日発売、ISBN 978-4-79-628764-7
  4. 1997年3月1日発売、ISBN 978-4-79-628788-3
  5. 1997年6月1日発売、ISBN 978-4-79-628805-7
  6. 1997年9月1日発売、ISBN 978-4-79-628824-8
  7. 1997年12月1日発売、ISBN 978-4-79-628844-6
  8. 1998年3月1日発売、ISBN 978-4-79-628862-0
  9. 1998年6月1日発売、ISBN 978-4-79-628877-4
  10. 1998年9月1日発売、ISBN 978-4-79-628886-6
  11. 1998年12月1日発売、ISBN 978-4-79-628906-1

- めで鯛 『ハムスター倶楽部』 あおば出版
  1. 1999年9月1日発売、ISBN 978-4-87-317018-3
  2. 1999年9月1日発売、ISBN 978-4-87-317019-0
  3. 1999年9月1日発売、ISBN 978-4-87-317020-6
  4. 1999年9月1日発売、ISBN 978-4-87-317021-3
  5. 1999年9月1日発売、ISBN 978-4-87-317022-0
  6. 1999年9月1日発売、ISBN 978-4-87-317023-7
  7. 1999年9月1日発売、ISBN 978-4-87-317024-4
  8. 1999年9月1日発売、ISBN 978-4-87-317025-1
  9. 1999年9月1日発売、ISBN 978-4-87-317026-8
  10. 1999年9月1日発売、ISBN 978-4-87-317027-5
  11. 1999年9月1日発売、ISBN 978-4-87-317028-2
  12. 1999年9月1日発売、ISBN 978-4-87-317029-9
  13. 1999年9月1日発売、ISBN 978-4-87-317013-8
  14. 1999年12月1日発売、ISBN 978-4-87-317094-7
  15. 2000年3月1日発売、ISBN 978-4-87-317131-9
  16. 2000年6月1日発売、ISBN 978-4-87-317148-7
  17. 2000年9月1日発売、ISBN 978-4-87-317164-7
  18. 2000年12月1日発売、ISBN 978-4-87-317175-3
  19. 2001年3月1日発売、ISBN 978-4-87-317186-9
  20. 2001年6月1日発売、ISBN 978-4-87-317199-9

- めで鯛 『新・ハムスター倶楽部』 あおば出版
  1. 1999年7月1日発売、ISBN 978-4-87-317001-5
  2. 2001年9月1日発売、ISBN 978-4-87-317207-1
  3. 2001年12月1日発売、ISBN 978-4-87-317221-7
  4. 2002年4月1日発売、ISBN 978-4-87-317236-1

- めで鯛 『ハムスター倶楽部』 メディアファクトリー
  1. 2008年10月1日発売、ISBN 978-4-84-012446-1
  2. 2008年10月1日発売、ISBN 978-4-84-012447-8
  3. 2008年11月1日発売、ISBN 978-4-84-012473-7

## テレビアニメ
看板作家であるめで鯛の花丸ハムスターをアニメ化。『ハムスター倶楽部』のタイトルで2000年にテレビ東京系列で番組が放送された。当時、花丸ハムスターのキャラクターグッズは数え切れない程存在した。

### 登場キャラクター
しげっち
声 - 甲斐田ゆき
優子ちゃんに飼われているメスのハムスター。正式名称は重千代。これは泉重千代に由来し、長生きするようにとの願いを込めてパパが命名した。腕白でよくケージの中でオラオラしている。
藤川 優子
声 - 並木のり子
しげっちのご主人で元気な小学校１年生の女の子。
パパ
声 - 竹本英史
日曜大工が得意でハムスター達のケージを作った。
ママ
声 - 甲斐田ゆき
ネズミのような小動物が大嫌い。
店長
店員の真弓をこき使いしている。
ひかる
声 - 天神有海
優子ちゃんの家の隣に住んでいる小学生前の好奇心旺盛な女の子。
優子ちゃんがいない時にハムスターにちょっかい出したりしている。
自分では猫を飼っているためハムスターを飼えなかったが、後にキャンベルハムスターのバナナキャンディちゃんを飼育する。
えんどーくん
声 - 天神有海
優子ちゃんが飼っているオスのハムスター。とても神経質でなかなか棲み処から出てこない。しげっちのことが好き。
ぷーちゃん
声 - 並木のり子
優子ちゃんが飼っているオスのハムスター。いつも座っているのんびりとした性格でママのハムスターに対する苦手意識を和らぐきっかけとなる。
真弓
声 - 甲斐田ゆき
ナレーション
声 - 小和田貢平

### スタッフ
- 原作 - めで鯛（あおば出版）
- 音楽 - 永井ルイ
- 音楽協力 - テレビ東京ミュージック
- 企画 - 円谷クリエイティブ
- 制作 - 円谷映像、ベガエンタテイメント
- 制作協力 - サンライク、システムサービス、グルーヴコーポレーション
- 製作 - 田中太郎、清水健太郎
- チーフディレクター - 斎藤博
- 演出 - 安形裕篤、寺本幸代、秦義人
- 脚本 - 藤本信行、岡野勇気、林民夫
- キャラクターデザイン - 嶋津郁雄
- 作画監督 - 嶋津郁雄、野口大蔵
- 色指定 - 宮本陽子
- 録音監督 - 早瀬博雪

### 主題歌
オープニングテーマ『☆Lucky Star☆』
エンディングテーマ『DREAM SKY』
作詞 - 篠原ともえ、作曲・編曲 - 永井ルイ、歌 - 芳野わかめ（日本コロムビア）

### 各話リスト
| 話数 | サブタイトル                     |
| ---- | -------------------------------- |
| 1    | DREAM SKY                        |
| 2    | 走れ! ハムスター                 |
| 3    | おいしい1日                      |
| 4    | 大満足                           |
| 5    | ☆Lucky Star☆                     |
| 6    | ようこそ、我が家へ!              |
| 7    | ハムちゃんは、夜が大好き         |
| 8    | 手乗りハムスター!?               |
| 9    | もう家族だね、ハムちゃん         |
| 10   | 命名＝重千代＝しげっち!          |
| 11   | しげっちの食べる寝る遊ぶ         |
| 12   | 本能で生きてます                 |
| 13   | 友達になれるかな                 |
| 14   | しげっちはメスだったの!?         |
| 15   | がんばれ、えんどーくん           |
| 16   | イタズラっ子VSハムスター         |
| 17   | しげっち、大脱走の巻             |
| 18   | しげっちを捕まえろ!              |
| 19   | 二人と一匹の秘密                 |
| 20   | 帰ってきたしげっち               |
| 21   | 恋するえんどーくん               |
| 22   | 飼い主の意地と見栄               |
| 23   | えんどーくんが慣れてくれない!    |
| 24   | えんどーくん、大パニック!        |
| 25   | 小さな一歩、大きな前進           |
| 26   | 仲良くなろうよ、えんどーくん!    |
| 27   | ハムスターの賢さについて         |
| 28   | しげっち、立って歩く!?           |
| 29   | 芸よりエサのハムスター           |
| 30   | 手と手つないで                   |
| 31   | 三匹目のハムスター               |
| 32   | 新しいハムスター                 |
| 33   | 三匹目の名前                     |
| 34   | プーちゃんとママ                 |
| 35   | 幸せなプーちゃん                 |
| 36   | ハムスターを飼いたい             |
| 37   | 優子ちゃんの決意                 |
| 38   | 珠男くんとえんどーくん           |
| 39   | 御対面!!                         |
| 40   | 雨のち晴れ!                      |
| 41   | しげっちの大冒険                 |
| 42   | 世界は広いな大きいな             |
| 43   | しげっち絶体絶命                 |
| 44   | ごちそう発見                     |
| 45   | しげっちの夢                     |
| 46   | えんどーくんが大変だ!            |
| 47   | えんどーくん、病院に行く         |
| 48   | えんどーくんの診察               |
| 49   | えんどーくんのお薬               |
| 50   | えんどーくんの声が聞こえる       |
| 51   | 冬の日に                         |
| 52   | 巣ごもりの季節!?                 |
| 53   | 愛情と温度の関係                 |
| 54   | 超高級志向! ジルベール!          |
| 55   | 愛情と値段の関係                 |
| 56   | ハムスターと飼い主の事情         |
| 57   | ハムスター勝負!?                 |
| 58   | 究極!ハムスター道                |
| 59   | ジルベールの気品としげっちの挨拶 |
| 60   | プーちゃんによる意外な決着       |
| 61   | 雪やコンコン…                    |
| 62   | 冬の遊び方                       |
| 63   | トンネル遊び                     |
| 64   | お散歩は楽しい?                  |
| 65   | ハムスター牧場                   |
| 66   | 教えて! 教えて!                  |
| 67   | 仲良くなろうね!                  |
| 68   | もっと仲良くなろうね!            |
| 69   | しげっちの頬袋                   |
| 70   | ハムスターが、友達!              |
| 71   | プレゼント!?                     |
| 72   | ひかるのバナナ・キャンディちゃん |
| 73   | 優子ちゃんのヤキモチ             |
| 74   | ハムスターを賢く育てる方法       |
| 75   | 新しい友達!                      |
| 76   | しげっちは高級志向               |
| 77   | 贅沢なしげっち                   |
| 78   | グルメなしげっち                 |
| 79   | 我慢するしげっち                 |
| 80   | 大自然を夢見て                   |
| 81   | 心から心に伝える                 |
| 82   | 喧嘩の相手は誰?                  |
| 83   | ハムスターって喋るの!?           |
| 84   | しょーめーしてよ                 |
| 85   | 言葉はなくても                   |
| 86   | バナナ・キャンディちゃんのドレス |
| 87   | 賢いバナナ・キャンディちゃん     |
| 88   | 頑張れ頑張れプーちゃん!          |
| 89   | “芸”じゃなかったの!?             |
| 90   | バナナ・キャンディちゃんのヒミツ |
| 91   | オモチャが欲しい?                |
| 92   | アスレチックで遊ぼう             |
| 93   | オモチャがいっぱい               |
| 94   | えんどーくんには向いてない!?     |
| 95   | しげっち達のお気に入り           |
| 96   | 写真を撮ろう                     |
| 97   | 上手く撮れるかな?                |
| 98   | プーちゃんはモデル向き!?         |
| 99   | どうしても撮れない!              |
| 100  | 最高の写真                       |
| 101  | キレイになろう!                  |
| 102  | ブラッシングの効能               |
| 103  | えんどーくん美化大作戦           |
| 104  | プーちゃん、キレイになった?      |
| 105  | 歯磨き、ハミハミ!                |
| 106  | 不思議な夢                       |
| 107  | えんどーくんのオーラ             |
| 108  | 新しい巣箱                       |
| 109  | えんどーくんのお引っ越し         |
| 110  | 夢の続き……                       |
| 111  | 元気に暮らそう                   |
| 112  | みんなでダイエット               |
| 113  | バナナ・キャンディちゃんのお散歩 |
| 114  | 日暮れの出来事                   |
| 115  | 頑張れ! バナナ・キャンディちゃん |
| 116  | ひかるは心配性                   |
| 117  | バナナ・キャンディちゃんが大変!? |
| 118  | お願い、囓って!                  |
| 119  | 変なのはどっち?                  |
| 120  | 元気でヨカッタ                   |
| 121  | みんなで遊ぼう                   |
| 122  | ハムスターが、釣れた!?           |
| 123  | しげっちも遊びたい!              |
| 124  | みんなが、釣れた!?               |
| 125  | 宿題するより遊びましょ           |
| 126  | しげっちが一杯食べる理由         |
| 127  | 食べ過ぎしげっち                 |
| 128  | 素敵なこと                       |
| 129  | しげっちの赤ちゃん!?             |
| 130  | ハムスターが一杯                 |

### 放送
| 放送地域       | 放送局         | 放送期間                 | 放送日時         | 放送系列       | 備考       |
| -------------- | -------------- | ------------------------ | ---------------- | -------------- | ---------- |
| 関東広域圏     | テレビ東京     | 2000年10月2日 -2001年3月 | 平日 6:40 - 6:45 | テレビ東京系列 | 製作局     |
| 北海道         | テレビ北海道   | 2000年10月2日 -2001年3月 | 平日 6:40 - 6:45 | テレビ東京系列 | 同時ネット |
| 愛知県         | テレビ愛知     | 2000年10月2日 -2001年3月 | 平日 6:40 - 6:45 | テレビ東京系列 | 同時ネット |
| 大阪府         | テレビ大阪     | 2000年10月2日 -2001年3月 | 平日 6:40 - 6:45 | テレビ東京系列 | 同時ネット |
| 岡山県・香川県 | テレビせとうち | 2000年10月2日 -2001年3月 | 平日 6:40 - 6:45 | テレビ東京系列 | 同時ネット |
| 福岡県         | TVQ九州放送    | 2000年10月2日 -2001年3月 | 平日 6:40 - 6:45 | テレビ東京系列 | 同時ネット |

| テレビ東京系 平日6:40 - 6:45枠 | テレビ東京系 平日6:40 - 6:45枠 | テレビ東京系 平日6:40 - 6:45枠 |
| 前番組                         | 番組名                         | 次番組                         |
| ------------------------------ | ------------------------------ | ------------------------------ |
| TXN HOTテレビ                  | ハムスター俱楽部               | THE DOG                        |

## 関連商品

### 電子書籍
各300円(定価)
| 巻数 | 発売日        | 収録巻  | Amazon | App Store | Google Play |
| ---- | ------------- | ------- | ------ | --------- | ----------- |
| 1    | 2014年3月28日 | 1～5巻  | ○      | ○         | ○           |
| 2    | 2014年3月28日 | 6～10巻 | ○      | ○         | ○           |

### DVD
全5巻でオルスタックソフト販売から発売されている。
1巻につき25話の収録(5巻のみ30話収録)。
| 巻数 | 収録話            | 規格品番 |
| ---- | ----------------- | -------- |
| 1    | 第1話 - 第25話    | AJX-101  |
| 2    | 第26話 - 第50話   | AJX-102  |
| 3    | 第51話 - 第75話   | AJX-103  |
| 4    | 第76話 - 第100話  | AJX-104  |
| 5    | 第101話 - 第130話 | AJX-105  |

### VHS
各2,079円(定価)
| 巻数 | 発売日        | 収録話            | 規格品番   |
| ---- | ------------- | ----------------- | ---------- |
| 1    | 2001年3月25日 | 第1話 - 第30話    | ANEC-26003 |
| 2    | 2001年3月25日 | 第31話 - 第50話   | ANEC-26004 |
| 3    | 2001年6月25日 | 第51話 - 第70話   | ANEC-26005 |
| 4    | 2001年6月25日 | 第71話 - 第90話   | ANEC-26006 |
| 5    | 2001年7月25日 | 第91話 - 第110話  | ANEC-26007 |
| 6    | 2001年7月25日 | 第111話 - 第130話 | ANEC-26008 |

かつて、App Storeにてアプリとして配信されていた。現在はドコモ・アニメストアとGYAO!にて配信されている。

### CD
ハムスター倶楽部 ソングコレクション OLA!OLA!OLA!
テレビアニメ『ハムスター倶楽部』のイメージソングとBGMを収録したサウンドトラックアルバム。2001年1月20日発売。発売元は日本コロムビア。
1. ☆Lucky Star☆
作詞 - 篠原ともえ、作曲・編曲 - 永井ルイ、歌 - 芳野わかめ
2. 前を向いて
作詞・作曲・編曲 - 永井ルイ、コーラス編曲 - ACKO、歌 - ACKO
3. I'm Alone
作詞・作曲・編曲 - 永井ルイ、歌 - 水野克泰
4. Trickster（Instrumental）
作曲・編曲 - ACKO
5. ミラクル・ワンダーランド
作詞・作曲・編曲・歌 - 永井ルイ
6. Fantasy Wheel（Instrumental）
作曲・編曲 - ACKO
7. Make my day!
作詞・作曲・編曲 - 永井ルイ、歌 - 福山芳樹
8. Good Night（Instrumental）
作曲・編曲 - ACKO
9. 今日もアリガトウ
作詞・作曲・編曲 - 永井ルイ、コーラス編曲 - ACKO、歌 - ACKO
10. Jungle Ride（Instrumental）
作曲・編曲 - 永井ルイ
11. Angry・Hungry
作詞・作曲・編曲 - 永井ルイ、歌 - So What?
12. こぼれおちる星空（Instrumental）
作曲・編曲 - ACKO
13. Shine,Day Light
作詞・作曲・編曲・歌 - 永井ルイ
14. DREAM SKY
作詞 - 篠原ともえ、作曲・編曲 - 永井ルイ、歌 - 芳野わかめ
15. シャングリラ・シンデレラ
作詞・作曲・編曲 - 永井ルイ、歌 - スリービー
16. Ki-La（Instrumental）
作曲・編曲 - ACKO

### ゲーム
- ハムスター倶楽部（ジョルダン、ゲームボーイ、1999年10月29日）
- ハムスター倶楽部 あわせてチュー（ジョルダン、ゲームボーイカラー、2000年9月22日）
- ハムスター倶楽部2（ジョルダン、ゲームボーイ、2000年12月15日）
- ハムスター倶楽部 おしえまチュー（ジョルダン、ゲームボーイカラー、2001年9月21日）
- ハムスター倶楽部-i（愛）（ジョルダン、PlayStation、2002年2月28日）
- ハムスター倶楽部3（ジョルダン、ゲームボーイアドバンス、2002年3月29日）
- ハムスター倶楽部4（ジョルダン、ゲームボーイアドバンス、2003年7月18日）

## 共著者
- めで鯛
- 猫田玲亜
- 黒崎さつき
- 樹原ちさと
- 葛原兄
- 黒木里加
- 夏野ひまわり
- みなみ恵夢
- さいとうかおり(読者投稿からレギュラー連載)
- たちばないさぎ
- 竹咲輝
- 伊藤真利子(読者投稿)
- じゅりあーの(読者投稿からレギュラー連載)
- JAWS（すてパンダ　連載）